# Peru (Illinois)
Peru ist eine City im LaSalle County des Bundesstaates Illinois in den Vereinigten Staaten. Das Stadtgebiet reicht in das Bureau County hinein. Das U.S. Census Bureau hat bei der Volkszählung 2020 eine Einwohnerzahl von 9.896 ermittelt. Peru liegt am Illinois River und befindet sich 3 Meilen (4,8 km) westlich der Kreuzung von zwei großen Interstate Highways: Interstate 39 und Interstate 80. Die Stadt ist auch der westliche Endpunkt des historischen Illinois and Michigan Canal. Peru und seine Zwillingsstadt LaSalle bilden den Kern des Illinois Valley. Aufgrund ihrer gemeinsamen Dominanz in der zinkverarbeitenden Industrie in den frühen 1900er Jahren erhielten sie gemeinsam den Spitznamen Zinc City.

## Geschichte
Der erste Siedler der Stadt war John Hays, der 1830 ankam. Peru wurde 1838 als Borough organisiert und am 13. März 1851 offiziell als Stadt gegründet. Seit das erste Dampfschiff Traveler 1831 Peru erreichte, hatte die Stadt große Hoffnungen, der westliche Endpunkt für den Illinois & Michigan Canal zu werden. LaSalle gewann diese Bezeichnung, aber Peru wurde ein geschäftiger Dampfschiffhafen an der Spitze der Schifffahrt auf dem Illinois River. Anfang des 20. Jahrhunderts wurde Peru zudem ein wichtiges Zentrum für die Produktion von Uhren und Weckern.

## Demografie
Nach einer Schätzung von 2019 leben in Peru 9730 Menschen. Die Bevölkerung teilte sich im selben Jahr auf in 95,3 % Weiße, 0,4 % Afroamerikaner, 0,7 % Asiaten und 2,6 % mit zwei oder mehr Ethnizitäten. Hispanics oder Latinos aller Ethnien machten 8,3 % der Bevölkerung aus. Das mittlere Haushaltseinkommen lag bei 51.321 US-Dollar und die Armutsquote bei 10,3 %.

## Söhne und Töchter der Stadt
- Katharine Bushnell (1855–1946), Ärztin, Missionarin, Lehrerin, Sozialaktivistin und Frauenförderin
- William Donald Scherzer (1858–1893), Ingenieur
- Maud Powell (1867–1920), Violinistin
- Zez Confrey (1895–1971), Musiker

## Galerie

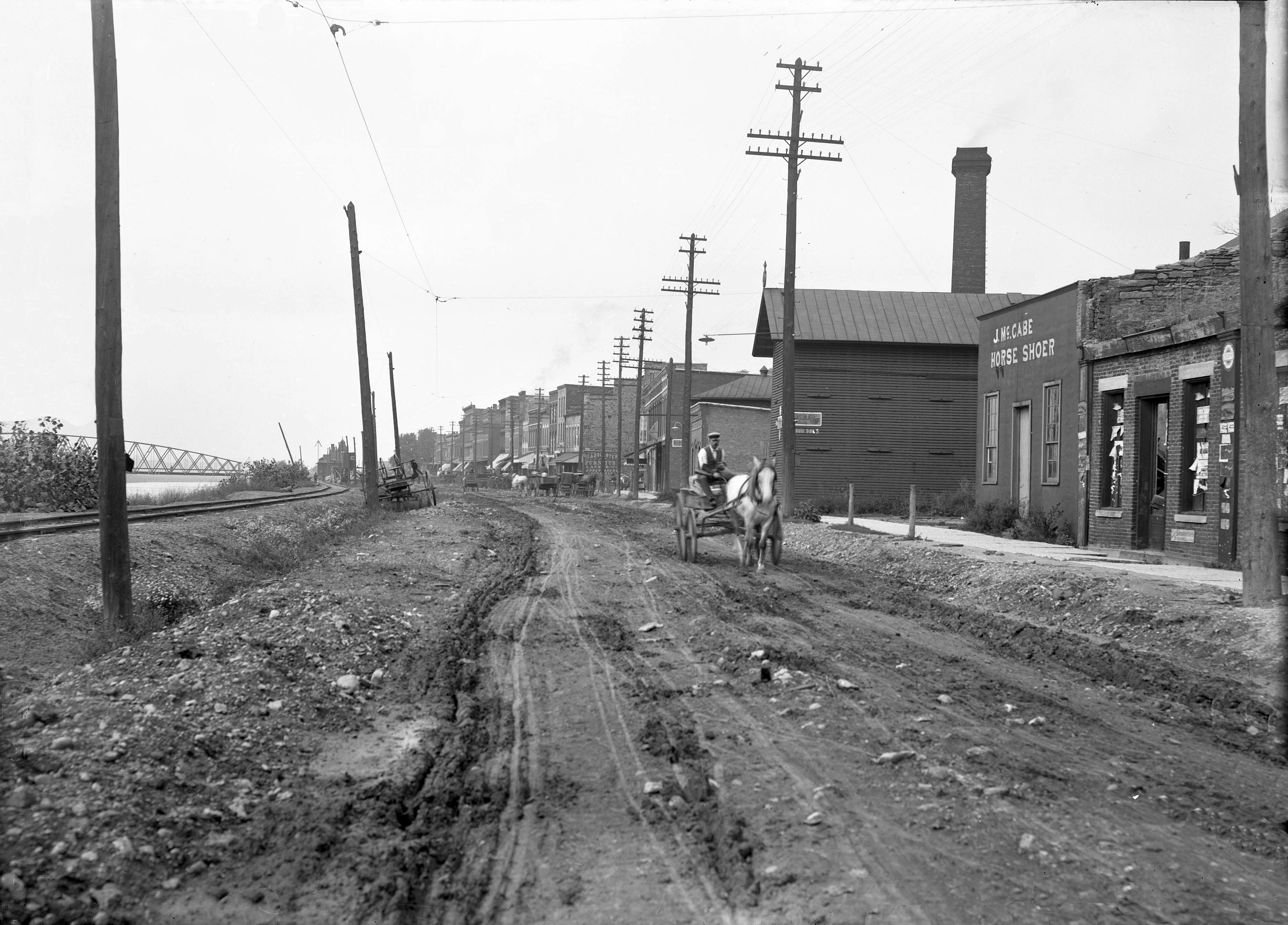
Peru (circa 1900)
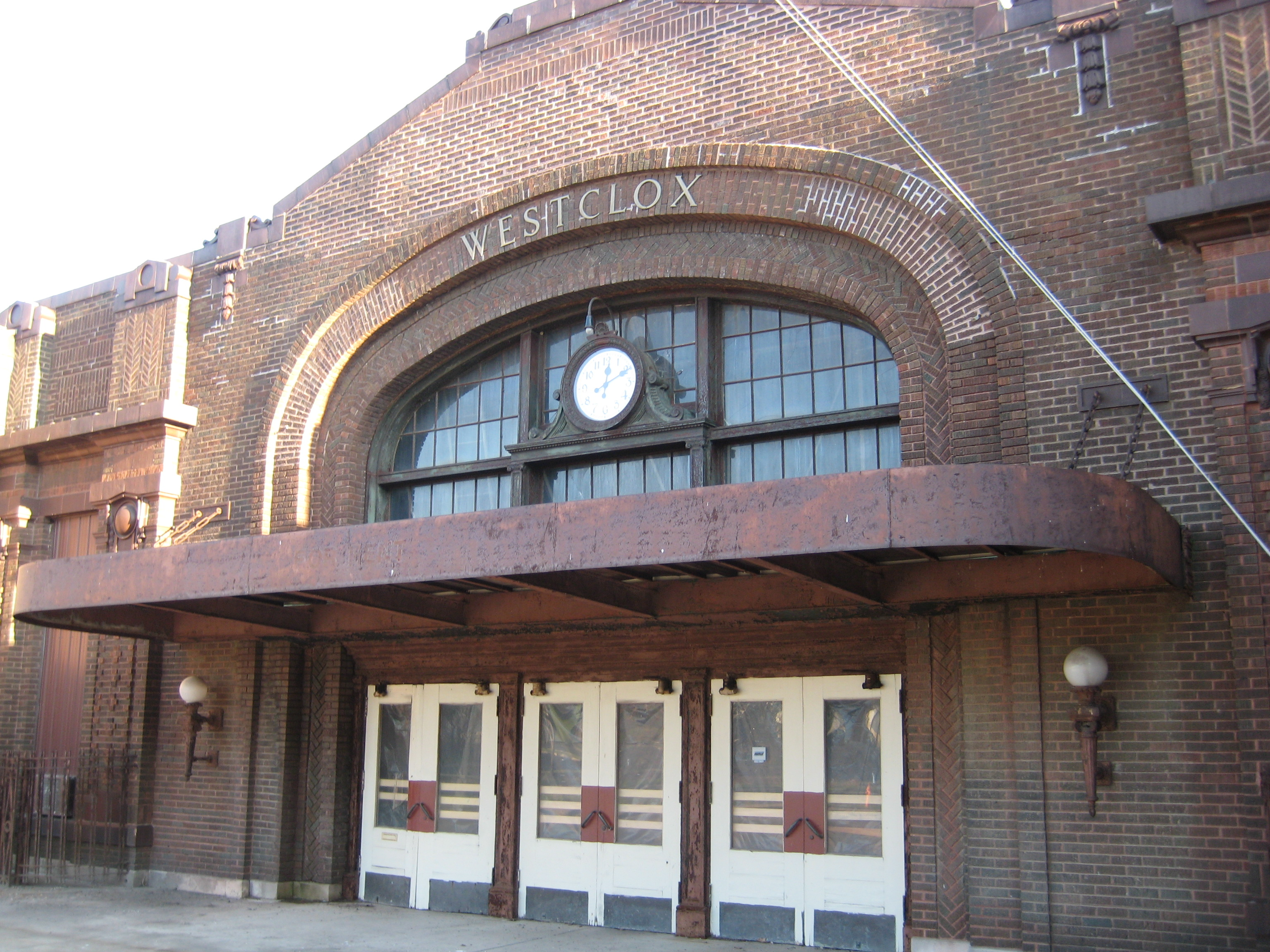
Westclox Building
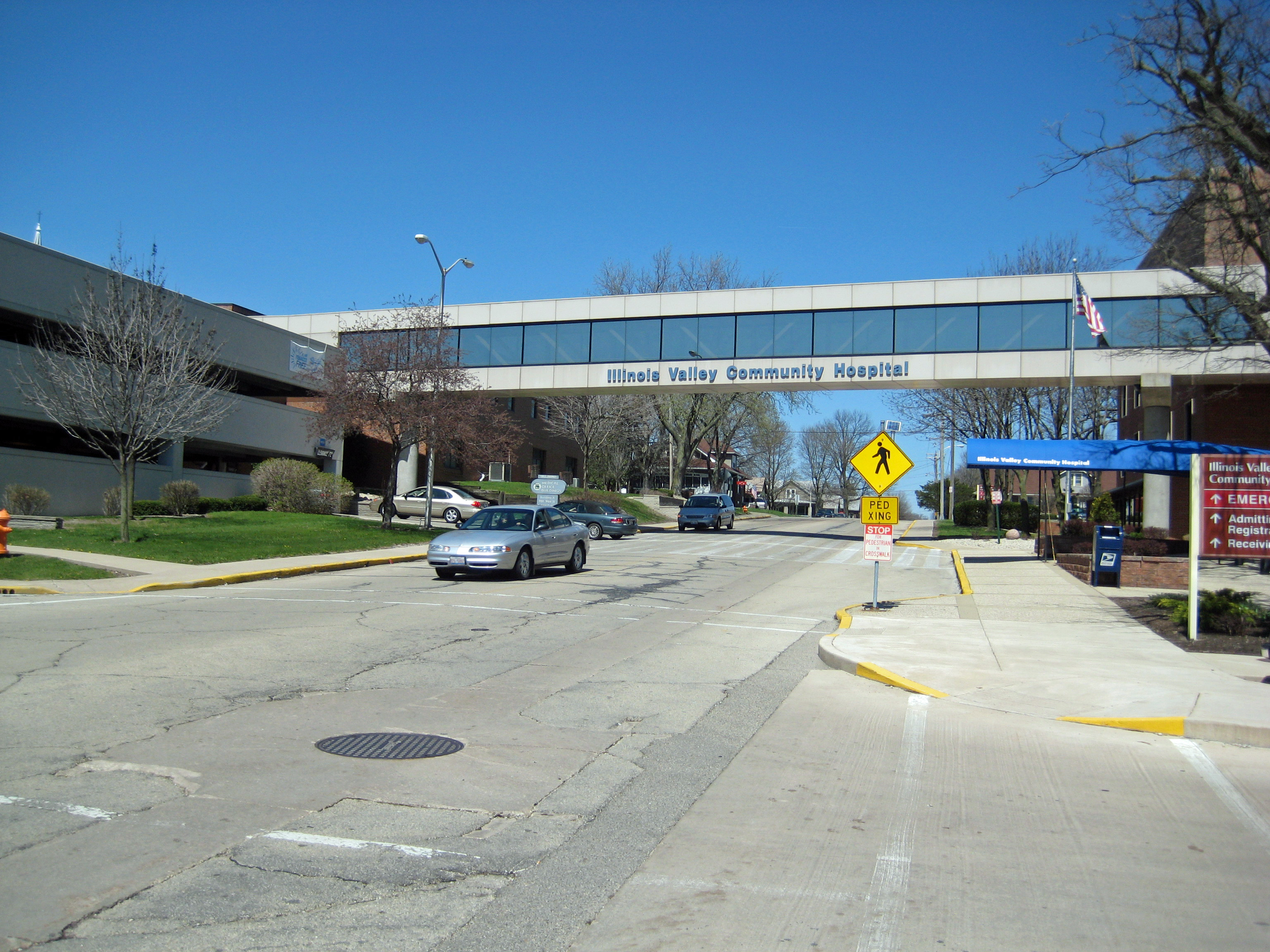
Illinois Valley Community Hospital